# Радошевац (Голубац)
Радошевац је насеље у Србији у општини Голубац у Браничевском округу. Према попису из 2022. било је 171 становника.
Овде се налази Кућа Јелице Стричевић у Радошевцу.

## Демографија
У насељу Радошевац живи 220 пунолетних становника, а просечна старост становништва износи 44,1 година (44,9 код мушкараца и 43,3 код жена). У насељу има 79 домаћинстава, а просечан број чланова по домаћинству је 3,30.
Ово насеље је великим делом насељено Србима (према попису из 2002. године), а у последња три пописа, примећен је пад у броју становника.
|  |

| Демографија | Демографија | Демографија |
| Година      | Становника  | Становника  |
| ----------- | ----------- | ----------- |
| 1948.       | 340         |             |
| 1953.       | 359         |             |
| 1961.       | 345         |             |
| 1971.       | 353         |             |
| 1981.       | 363         |             |
| 1991.       | 339         | 306         |
| 2002.       | 261         | 304         |
| 2011.       | 233         |             |

| Етнички састав према попису из 2002.‍ | Етнички састав према попису из 2002.‍ | Етнички састав према попису из 2002.‍ | Етнички састав према попису из 2002.‍ | Етнички састав према попису из 2002.‍ |
| ------------------------------------ | ------------------------------------ | ------------------------------------ | ------------------------------------ | ------------------------------------ |
|                                      |                                      |                                      |                                      |                                      |
| Срби                                 | Срби                                 |                                      | 243                                  | 93,10%                               |
| Роми                                 | Роми                                 |                                      | 14                                   | 5,36%                                |
| Хрвати                               | Хрвати                               |                                      | 1                                    | 0,38%                                |
| Румуни                               | Румуни                               |                                      | 1                                    | 0,38%                                |
| Власи                                | Власи                                |                                      | 1                                    | 0,38%                                |
| непознато                            | непознато                            |                                      | 0                                    | 0,0%                                 |

| Година пописа     | 1948. | 1953. | 1961. | 1971. | 1981. | 1991. | 2002. |
| ----------------- | ----- | ----- | ----- | ----- | ----- | ----- | ----- |
| Број домаћинстава | 84    | 86    | 78    | 80    | 83    | 81    | 79    |

| Број чланова      | 1  | 2  | 3 | 4  | 5 | 6  | 7 | 8 | 9 | 10 и више | Просек |
| ----------------- | -- | -- | - | -- | - | -- | - | - | - | --------- | ------ |
| Број домаћинстава | 17 | 21 | 6 | 13 | 7 | 10 | 3 | 2 | 0 | 0         | 3,30   |

| Пол    | Укупно | Неожењен/Неудата | Ожењен/Удата | Удовац/Удовица | Разведен/Разведена | Непознато |
| ------ | ------ | ---------------- | ------------ | -------------- | ------------------ | --------- |
| Мушки  | 109    | 20               | 80           | 9              | 0                  | 0         |
| Женски | 117    | 19               | 71           | 23             | 3                  | 1         |
| УКУПНО | 226    | 39               | 151          | 32             | 3                  | 1         |

| Пол    | Укупно                    | Пољопривреда, лов и шумарство | Рибарство                            | Вађење руде и камена | Прерађивачка индустрија       |
| ------ | ------------------------- | ----------------------------- | ------------------------------------ | -------------------- | ----------------------------- |
| Мушки  | 51                        | 24                            | 0                                    | 4                    | 4                             |
| Женски | 43                        | 29                            | 0                                    | 0                    | 5                             |
| УКУПНО | 94                        | 53                            | 0                                    | 4                    | 9                             |
| Пол    | Производња и снабдевање   | Грађевинарство                | Трговина                             | Хотели и ресторани   | Саобраћај, складиштење и везе |
| Мушки  | 0                         | 1                             | 8                                    | 1                    | 2                             |
| Женски | 0                         | 1                             | 5                                    | 1                    | 0                             |
| УКУПНО | 0                         | 2                             | 13                                   | 2                    | 2                             |
| Пол    | Финансијско посредовање   | Некретнине                    | Државна управа и одбрана             | Образовање           | Здравствени и социјални рад   |
| Мушки  | 0                         | 0                             | 5                                    | 0                    | 0                             |
| Женски | 0                         | 0                             | 0                                    | 0                    | 2                             |
| УКУПНО | 0                         | 0                             | 5                                    | 0                    | 2                             |
| Пол    | Остале услужне активности | Приватна домаћинства          | Екстериторијалне организације и тела | Непознато            | Непознато                     |
| Мушки  | 0                         | 0                             | 0                                    | 2                    | 2                             |
| Женски | 0                         | 0                             | 0                                    | 0                    | 0                             |
| УКУПНО | 0                         | 0                             | 0                                    | 2                    | 2                             |